# Expectativas racionais
O pressuposto das expectativas racionais é um conceito econômico formulado pela primeira vez por John Muth em 1961 e que se popularizou após a publicação de artigo assinado por Robert Lucas e Leonard Rapping em 1969 sobre salário real, emprego e inflação.
Seu cerne se baseia na hipótese de que os agentes econômicos utilizam toda a informação disponível sobre o atual comportamento e as previsões para o futuro da economia. Com base na experiência e nessas informações, os agentes antecipam de forma racional as atitudes e políticas futuras do governo, reagindo no presente em consonância com as expectativas formadas e anulando em algum grau a efetividade dessas políticas.
A hipótese das expectativas racionais é considerada como o marco teórico da nova economia clássica e se tornou popular entre os economistas a partir da década de 1970, sendo largamente utilizada em modelos e na análise macroeconômica. Ao tratar de aspectos de comportamento dos agentes, a hipótese das expectativas racionais lida também com o conceito de risco moral, motivando estudos nessa área e influenciando a chamada economia comportamental.